# Maria Ursula Kolb von Wartenberg
Freiin Maria Ursula Kolb von Wartenberg (auch: Ursula Maria; * 31. Juli 1618; † 29. Juli 1674) war die Erzieherin der Liselotte von der Pfalz und wird in deren berühmten Briefen oft erwähnt.

## Leben

### Herkunft

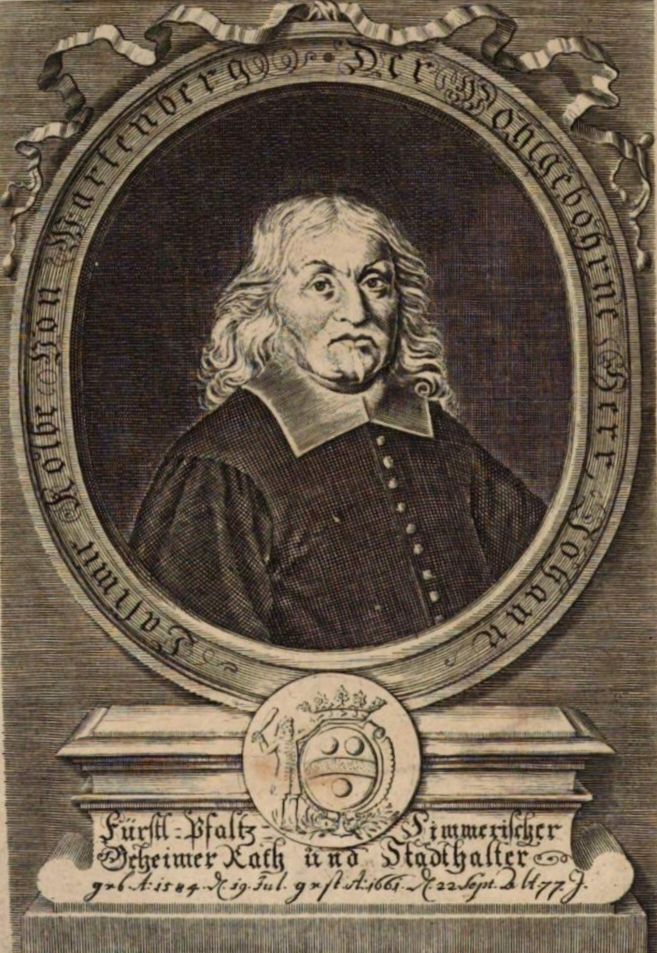
Johann Casimir I. Kolb von Wartenberg (1584–1661), pfalz-simmerischer Geheimer Rat und Statthalter, Vater u. a. der Maria Ursula Kolb von Wartenberg und des Grafen Johann Casimir II. Kolb von Wartenberg

Maria Ursula Kolb von Wartenberg entstammte der sehr alten und in der Kurpfalz angesehenen Familie der Kolb von Wartenberg. Ihr Vater, Freiherr Johann Casimir I. Kolb von Wartenberg (1584–1661), war in jüngeren Jahren Kommandeur der Garde des Großherzogs der Toskana. Zurückgekehrt in die Pfalz, wurde er 1608 kurpfälzischer Rat und Kammerjunker und avancierte zu einem treuen Begleiter des Kurfürsten Friedrich V., als der er oftmals zu diplomatischen Missionen verwandt wurde. Zugleich war er um 1613 Amtmann zu Stromberg und 1620 Oberamtmann (Vogt) von Bretten. Verheiratet war er seit 1615 mit Ursula von Stadion (1595–1633), ihrer Mutter. 1620–1623, im Dreißigjährigen Krieg, bekleidete der Vater den Rang des Generalkommissars über die Armeen in der Kurpfalz und eines kurpfälzischen Geheimen Rats. 1629 wurde er zum kurpfälzischen Statthalter zu Zweibrücken ernannt. Seit 1655 bis zu seinem Tod war er schließlich Statthalter der Pfalzgräfin Marie Eleonore von Simmern zu Kaiserslautern.
Nach dem Tod der Mutter heiratete der Vater 1635 Judith von Flersheim († 1644), die die leibliche Mutter ihres jüngeren Halbbruders wurde, dem so ehrgeizigen wie berüchtigten Grafen Johann Casimir II. Kolb von Wartenberg (1643–1712), dem ersten Premierminister des Königreichs Preußen. Seit 1644 abermals verwitwet, heiratete der Vater 1647 Maria Clara († 1690), ebenfalls aus dem Geschlecht von Flersheim, die schließlich ihn um etwa 29 Jahre überlebte.

### Wirken als kurpfälzische Hofmeisterin

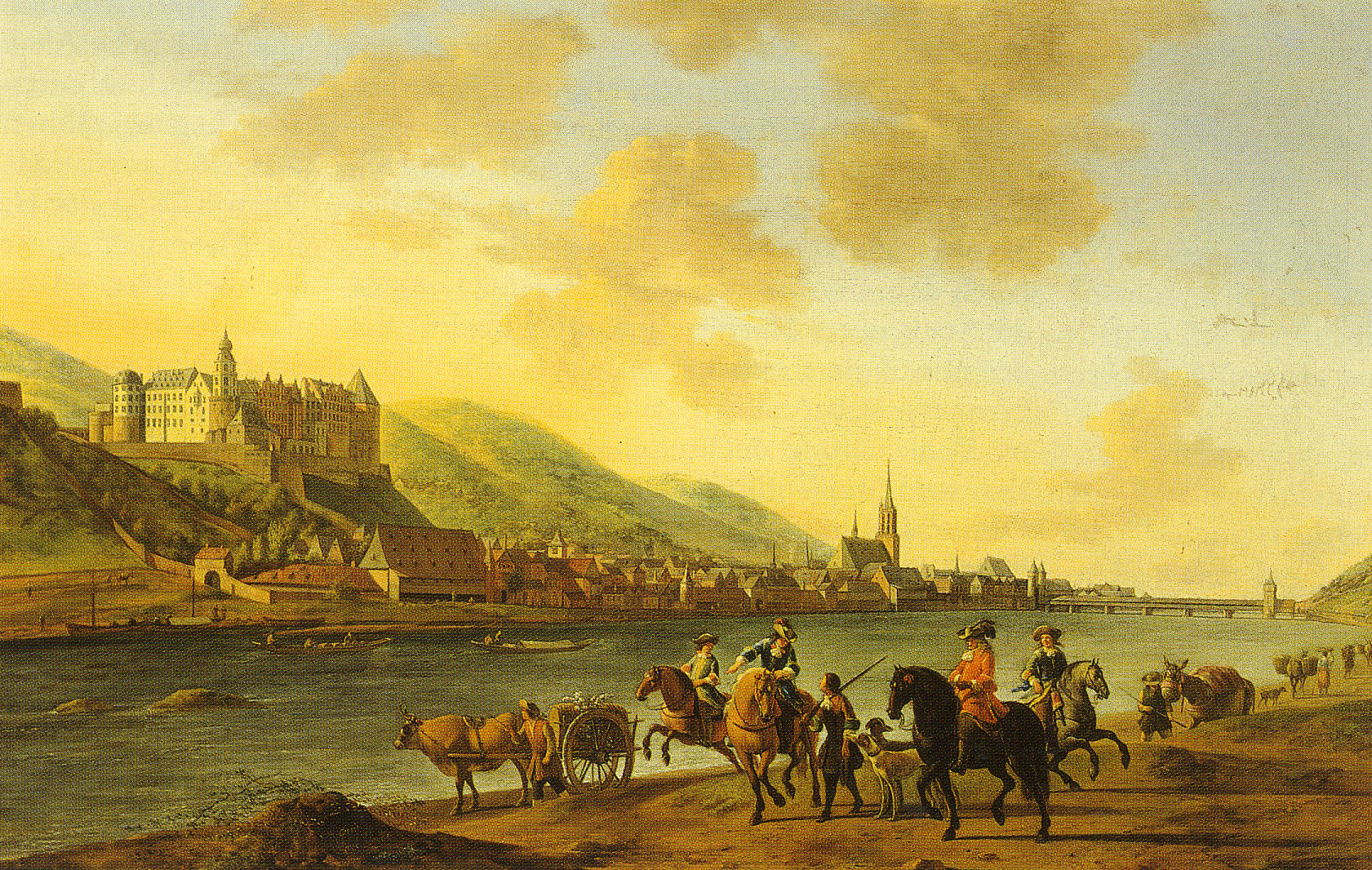
Heidelberg 1670, von Gerrit Berckheyde

Da schon der Vater tüchtiger und treuer Begleiter des Kurpfälzischen Hauses war und seine Tochter offenbar als würdig erachtet wurde, Erzieherin der Enkelin des Kurfürsten und „Winterkönigs“ Friedrich V. (1596–1632) zu werden, wurde Maria Ursula am kurfürstlich pfälzischen Hof verantwortlich für die Erziehung einer deutschen Fürstentochter der Frühen Neuzeit, von Liselotte von der Pfalz (1652–1722). Am 1. Dezember 1663 wurde die resolute 45-Jährige zur Hofmeisterin der Prinzessin bestallt, die sie in der Folgezeit im Heidelberger Schloss unterrichtete. Zu ihren Aufgaben gehörte es, die Prinzessin zum Lesen der Bibel anzuhalten, in deutscher und französischer Sprache, und den gesamten Fremdsprachenerwerb (Französisch, Italienisch und Englisch) zu überwachen. Auch der Gesangsunterricht und das Erlernen der Beherrschung von Tasteninstrumenten oblag Ursula Kolb von Wartenberg, wofür der Kurfürst eigens eine Instruktion drucken ließ.
Als die Kurpfälzer Prinzessin 1671 nach Frankreich an den Bruder des „Sonnenkönigs“ Ludwig XIV., den als „Monsieur“ titulierten Herzog Philipp I. von Orléans (1640–1701), verheiratet wurde, hatte Ursula Kolb von Wartenberg die 18-Jährige an den französischen Hof begleitet und war im Januar 1672 nach Deutschland zurückgekehrt. In Liselottes anekdotenreichen Briefen nennt sie ihre Präzeptorin meist „Jungfer Kolb“, „die Kolbin“ oder „Mme (Madame) de Wartenberg“.

### Kolbenhof in Kaiserslautern
Zurückgekehrt in die Pfalz, residierte Ursula Kolb von Wartenberg noch einige Jahre im adligen Kolbenhof in der Kolbenstraße zu Kaiserslautern, in welcher Stadt bereits ihr Großvater Konrad VII. Kolb von Wartenberg (1558–1602) Oberamtmann und ihr Vater Statthalter gewesen war, und starb am 29. Juli 1674, zwei Tage vor ihrem 66. Geburtstag. Der von ihr bewohnte Besitz rührte von ihrer 1644 verstorbenen Stiefmutter Judith von Flersheim her, die zweite Stiefmutter Maria Clara von Flersheim verstarb ja erst 1690. Das Haus hatte Ursulas Vater Johann Kasimir I. als Schwiegersohn des letzten Flersheimers geerbt, daher „Kolbenhof“. Bereits im Jahr 1585 war der Burgmannensitz der Flersheimer im Renaissancestil entstanden und bis in die 1960er Jahre war an dem Gebäude das Wappen derer von Flersheim zu erkennen, weshalb der Adelssitz ebenso „Flersheimerhof“ genannt wurde. Auch den Hof Aschbach (Aschbacherhof), der von der Herrschaft Wilenstein abgetrennt worden war, hatte die Erbtochter Judith von Flersheim, die früh verstorbene Frau von Ursulas Vater, geerbt. So war auch dieser Teil des Flersheimer Besitzes an die Kolb von Wartenberg gekommen.

### Anekdote mit dem Specksalat
Liselotte von der Pfalz schrieb im Jahr 1700 aus Frankreich: „Die gute Jungfer Kolb, betrog ich oft in meinen jungen Jahren mit nachts zu essen, allein wir aßen nicht so delikate Sachen, als wie Schokolade, Kaffee und Tee, sondern wir fraßen einen guten Krautsalat mit Speck.
Ich erinnere mich, daß man einmal in meiner Kammer zu Heidelberg eine Tür verändert und derowegen mein und der Kolbin Bett in die Kammer tat, so vor meiner Jungfern Kammer war. Die Kolbin hatte mir verboten, nachts in der Jungfern Kammer zu gehen; ich versprach, nicht über die Schwelle zu kommen, sie sollte sich nur zu Bett begeben, ich könnte noch nicht schlafen, wollte die Sterne noch ein wenig am Fenster betrachten, Die Kolbin wollte mir nicht trauen, blieb immer in ihrem Nachttuch sitzen; ich sagte, sie jammerte mich, sie sollte sich doch zu Bett legen und den Vorhang aufmachen, so könnte sie mich ja sehen. Das tat sie. Sobald sie im Bett war, machten die Jungfern ihre Tür auf und setzten den Teller mit dem Specksalat auf die Schwell.
Ich tat, als wenn mein Schnupftuch gefallen wäre, hüb damit den Teller auf und ging stracks ans Fenster. Kaum hatte ich drei gute Maulvoll geschluckt, so schießt man auf einmal das Stück los, so auf der Altane vor meinem Fenster war, denn es war ein Brand in der Stadt angegangen. Die Kolbin, so das Feuer unerhört fürchtet, springt aus dem Bett; ich, aus Furcht, ertappt zu werden, werfe meine Serviette mitsamt dem silbernen Teller mit Salat zum Fenster naus, hatte also nichts mehr, das Maul abzuwischen. Indem höre ich die hölzerne Stiege heraufgehen, das war der Kurfürst, unser Papa selig, der kam in meine Kammer, zu sehen, wo der Brand war. Wie er mich so mit dem fetten Maul und Kinn sah, fing er an zu schwören:
‚Sakrament, Liselotte, ich glaub, Ihr schmiert Euch etwas auf das Gesicht.‘ Ich sagte: ‚Es ist nur Mundpomade, die ich wegen der gespaltenen Lefzen geschmiert habe‘ Papa sagte: ‚Ihr seid schmutzig.‘ Da kam mir das Lachen an; Papa und alle, so bei ihm waren, meinten, ich wäre närrisch worden, so zu lachen. Die Raugräfin kam auch herauf und ging durch meiner Jungfern Kammer, kam daher und sagte: ‚Ah, wie riechts in der Jungfern Kammer nach Specksalat.‘ Da merkte der Kurfürst den Possen und sagte: ‚Daß ist denn Eure Mundpomade, Liselotte.‘ Wie ich sah, daß der Kurfürst in guter Laune war, gestund ich die Sache und verzählte den ganzen Handel, wie ich die Hofmeisterin betrogen hätte. Der Kurfürst lachte nur drüber, aber die Kolbin hat mirs lang nicht verziehen.“